# پیرلی (اورتاکوی)
پیرلی (به ترکی استانبولی: Pirli) یک منطقهٔ مسکونی در ترکیه است که در اورتاکوی (آق‌سرای) واقع شده‌است.